# Pozorište mladih

</font

| Pozorište mladih |                                     |
|                  |                                     |
|                  |                                     |
| Osnivač:         | Novi Sad                            |
| Osnovan:         | 1932. godine                        |
| Sedište:         | Ignjata Pavlasa 4 · Novi Sad Srbija |
| Direktor:        | Sergej Tamaš                        |
| Veb prezentacija | https://www.pozoristemladih.co.rs/  |

Pozorište mladih je pozorište u Novom Sadu, u Srbiji. Pozorište mladih ima dve scene: Scenu za decu i Dramsku scenu.

## Istorijat
Pozorište mladih osnovano je 1932. godine kao Lutkarsko pozorište, pri Sokolskom društvu u Novom Sadu. Pozorište je nastalo iz Sokolska sekcije lutkara, koja je formirana prethodne, 1930. godine, uz veliku podršku starešina Sokola, dr Vladimira Belajčića i dr Ignjata Pavlasa.
Dr Lazar Dragić, kasnije prvi pročelnik Pozorišta lutaka, poslat je najpre u Ljubljanu na kurs lutkarstva. Iz Ljubljane je stigla i prva velika pokretna pozornica, prvih 11 lutaka - marioneta kao i delo koje će biti izvedeno. Na pozornici montiranoj u zgradi Matice srpske, u vežbaonici Sokolskog društva izvedena je, sa velikim žarom pripremljena, prva predstava - "Kraljević iz podzemlja".
Svoju salu Pozorište lutaka dobilo je 1936. izgradnjom Spomen - doma "Kralj Aleksandar I", velelepnom i modernom zdanju izrađenom po projektu uglednog arhitekte Đorđa Tabakovića. Sala je imala 166 mesta a napravljena je i nova pozornica.
Tokom II Svetskog rata Pozorište nije radilo i pretrpelo je veliku štetu - lutke, scenografija, kostimi su uništeni ili ukradeni.
Pod imenom Vojvođansko pozorište lutaka počelo je da radi odmah po završetku rata, ali uz velike teškoće. U pomoć je pritekao Žarko Vasiljević, tada upravnik Vojvođanskog narodnog pozorišta. Usledila je promena imena u Gradsko pozorište lutaka, zatim Pozorište lutaka, da bi 1968. Pozorište dobilo svoj današnji naziv.
Pozorište mladih je prvo lutkarsko pozorište u Srbiji i Vojvodini.
Večernja, kasnije Dramska scena, počinje da funkcioniše 1991. godine. Od tada u Pozorištu mladih funkcionišu dve scene: Scena za decu i Dramska scena, a predstave se igraju u Velikoj i Maloj sali.
Za bezmalo osam decenija postojanja na scenu je postavljeno više od 300 naslova, odigrano više od 20.000 predstava, a videlo ih je blizu 3 miliona gledalaca.
Direktor Pozorišta mladih je Mihajlo Nestorović.

## Galerija
- Ulaz u zgradu pozorišta

## Spoljašnje veze
Медији везани за чланак Pozorište mladih на Викимедијиној остави

- www.pozoristemladih.co.rs Zvanična strana - (језик: српски) (језик: енглески)